# Basjkirien

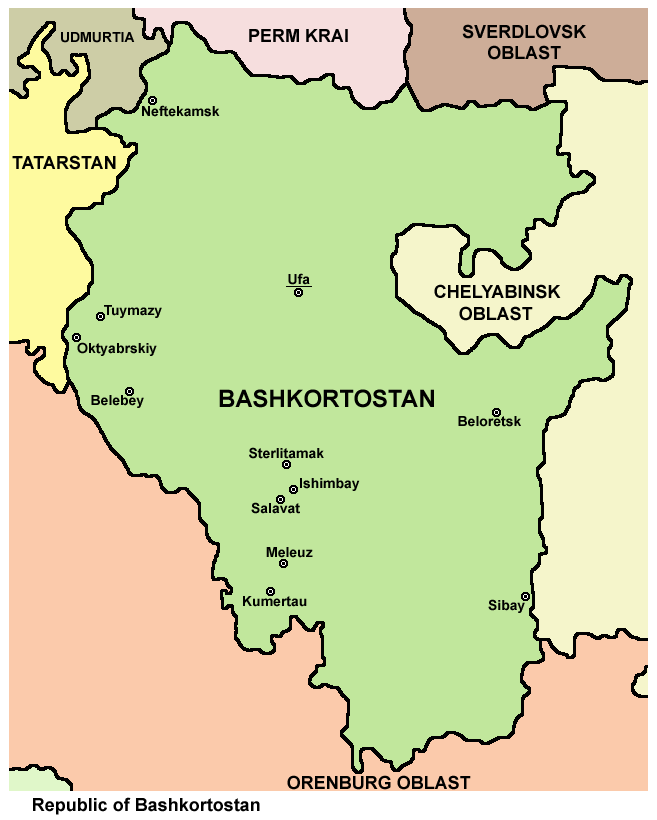
Karta över Basjkirien.

Basjkirien, även Basjkortostan, officiellt Republiken Basjkortostan, är en delrepublik i östligaste europeiska Ryssland, vid Uralbergen, med en yta på 143 600 km² och med strax över 4 miljoner invånare. 
Huvudstad och största stad är Ufa, och andra stora städer är Sterlitamak, Salavat, Neftekamsk och Oktjabrskij. Större floder är Belaja och Ufa. Bland folkgrupper märks ryssar (36%), basjkirer (30%), tatarer (24%), tjuvasjer, marier, ukrainare och tyskar. De största språken är ryska, som talas i viss utsträckning av flertalet invånare, tatariska, som talas av omkring 30%, och basjkiriska, som talas av cirka 20 %.
Basjkirien förklarades som autonom republik i november 1917.
Basjkiriens regeringschef är Radij Chabirov sedan 2018.
Flaggan innehåller en kuraiblomma.